# Fondaco Motta
Fondaco Motta é uma frazione do comune de Motta Camastra, província de Messina, Sicília.